# Çavuşköy, Karayazı
Çavuşköy là một xã thuộc huyện Karayazı, tỉnh Erzurum, Thổ Nhĩ Kỳ. Dân số thời điểm năm 2011 là 733 người.